# Leite vegetal

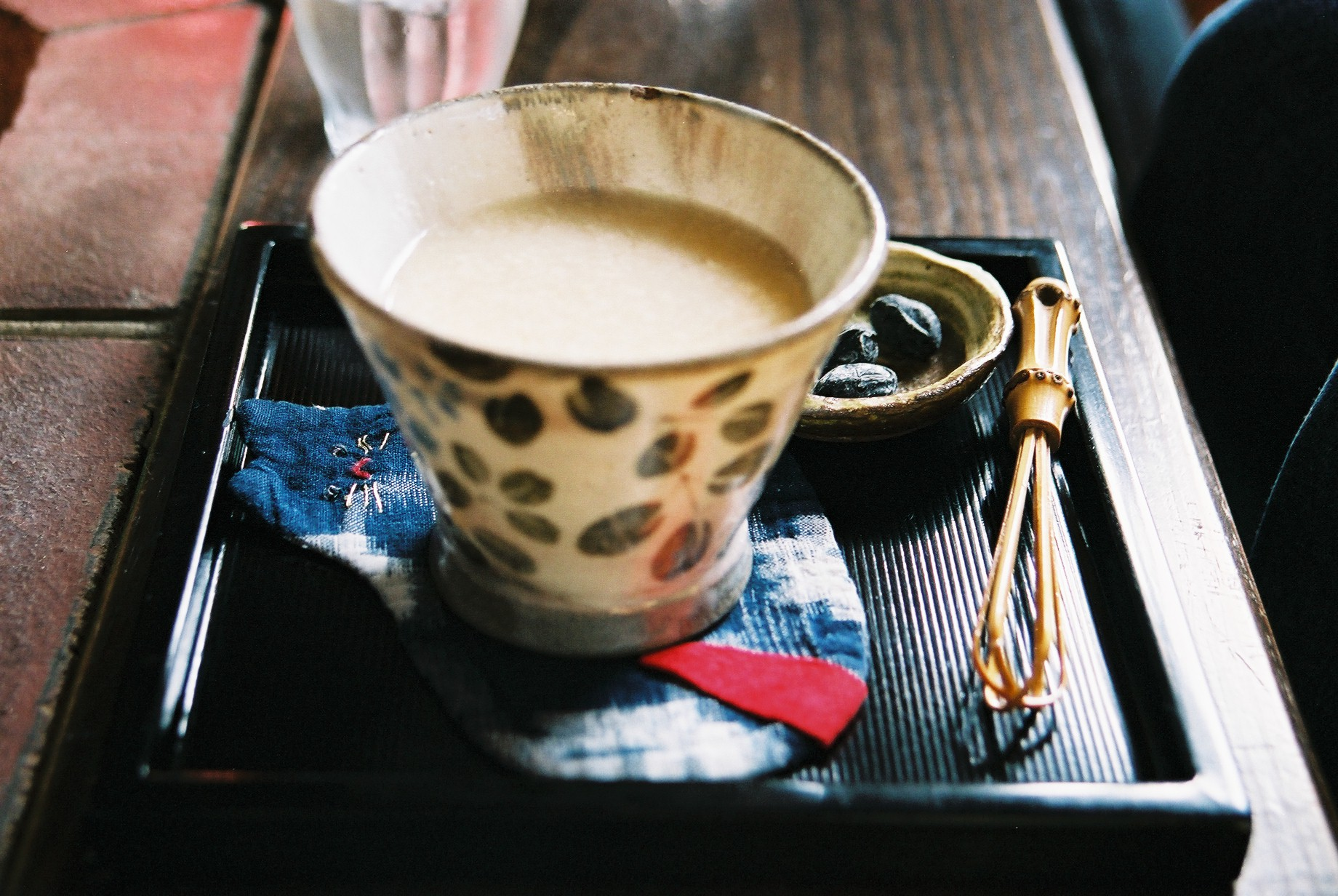
Amazake, leite de arroz japonês.

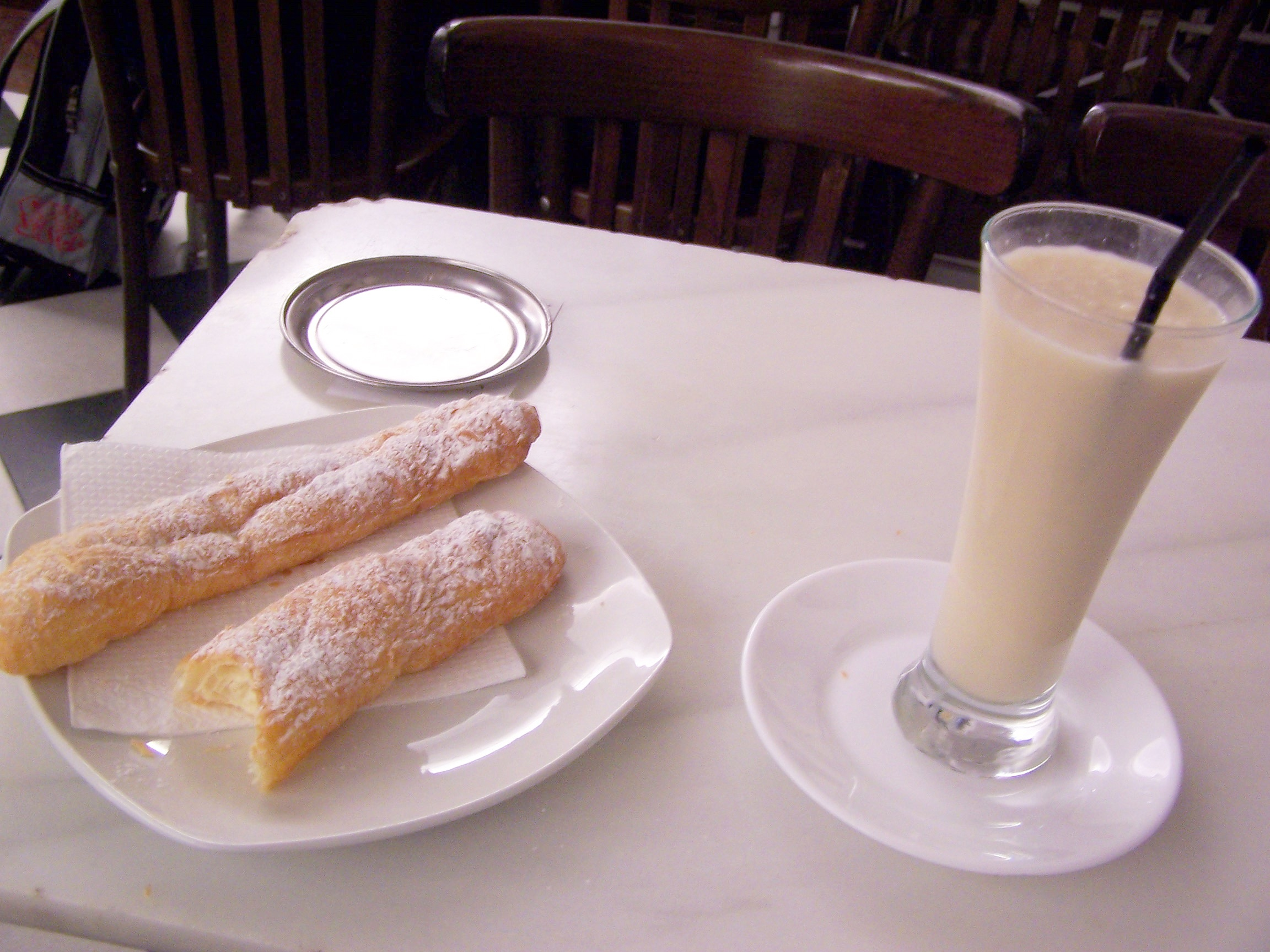
Copo de orchata de chufa (leite de juncinha) em um café na Espanha.

Leite vegetal é uma bebida vegetal com uma cor semelhante à do leite. Os leites vegetais são bebidas não lácteas feitas de um extrato vegetal à base de água para dar sabor e aroma. Os leites vegetais são consumidos como alternativas ao leite lácteo e podem proporcionar uma sensação cremosa na boca.
Em 2021, havia cerca de 17 tipos diferentes de leites vegetais; amêndoa, aveia, soja, coco e ervilha são os mais vendidos em todo o mundo. A produção de leites vegetais, especialmente os leites de soja, aveia e ervilha, pode oferecer vantagens ambientais em relação aos leites animais em termos de emissões de gases de efeito estufa e uso de terra e água.
As bebidas à base de plantas são consumidas há séculos, com o termo "sucos de plantas semelhantes ao leite" usado desde o século XIII. No século XXI, elas são comumente chamadas de leite à base de plantas, leite alternativo, leite não lácteo ou leite vegano. Para o comércio, as bebidas à base de plantas são normalmente embaladas em recipientes semelhantes e competitivos aos usados para o leite lácteo, mas não podem ser rotuladas como "leite" na União Europeia.
Em várias culturas, o leite vegetal tem sido tanto uma bebida quanto um ingrediente de sabor em pratos doces e salgados, como o uso de leite de coco em curries. Ele é compatível com estilos de vida vegetarianos e veganos. Os leites vegetais também são usados para fazer sorvetes alternativos, cremes vegetais, queijos veganos e análogos de iogurte, como o iogurte de soja. Estima-se que o mercado global de leites vegetais alcance US$ 62 bilhões até 2030.

## História
Antes da produção comercial de "leites" de leguminosas, feijões e nozes, já existiam há séculos misturas à base de plantas que se assemelhavam ao leite. Os wabanaki e outras nações tribais nativas americanas do nordeste dos Estados Unidos fabricavam leite e fórmulas infantis a partir de nozes.
Orchata, uma bebida originalmente feita no norte da África a partir de nozes de tigre embebidas, moídas e adoçadas, espalhou-se para a Ibéria (atual Espanha) antes do ano 1000. Em inglês, a palavra "milk" (leite) tem sido usada para se referir a "sucos de plantas semelhantes ao leite" desde 1200 EC.
Existem receitas do Levante do século XIII que descrevem o leite de amêndoa. A soja era usada para produzir leite vegetal usado na China durante o século XIV. Na Inglaterra medieval, o leite de amêndoa era usado em pratos como o ris alkere (um tipo de pudim de arroz) e aparece na coleção de receitas The Forme of Cury. O leite de coco (e o creme de coco) são ingredientes tradicionais em muitas cozinhas, como no sul e sudeste da Ásia, e são frequentemente usados em curries.
Os leites vegetais podem ser considerados substitutos do leite nos países ocidentais, mas são tradicionalmente consumidos em outras partes do mundo, especialmente naquelas em que há taxas mais altas de intolerância à lactose.

## Tipos

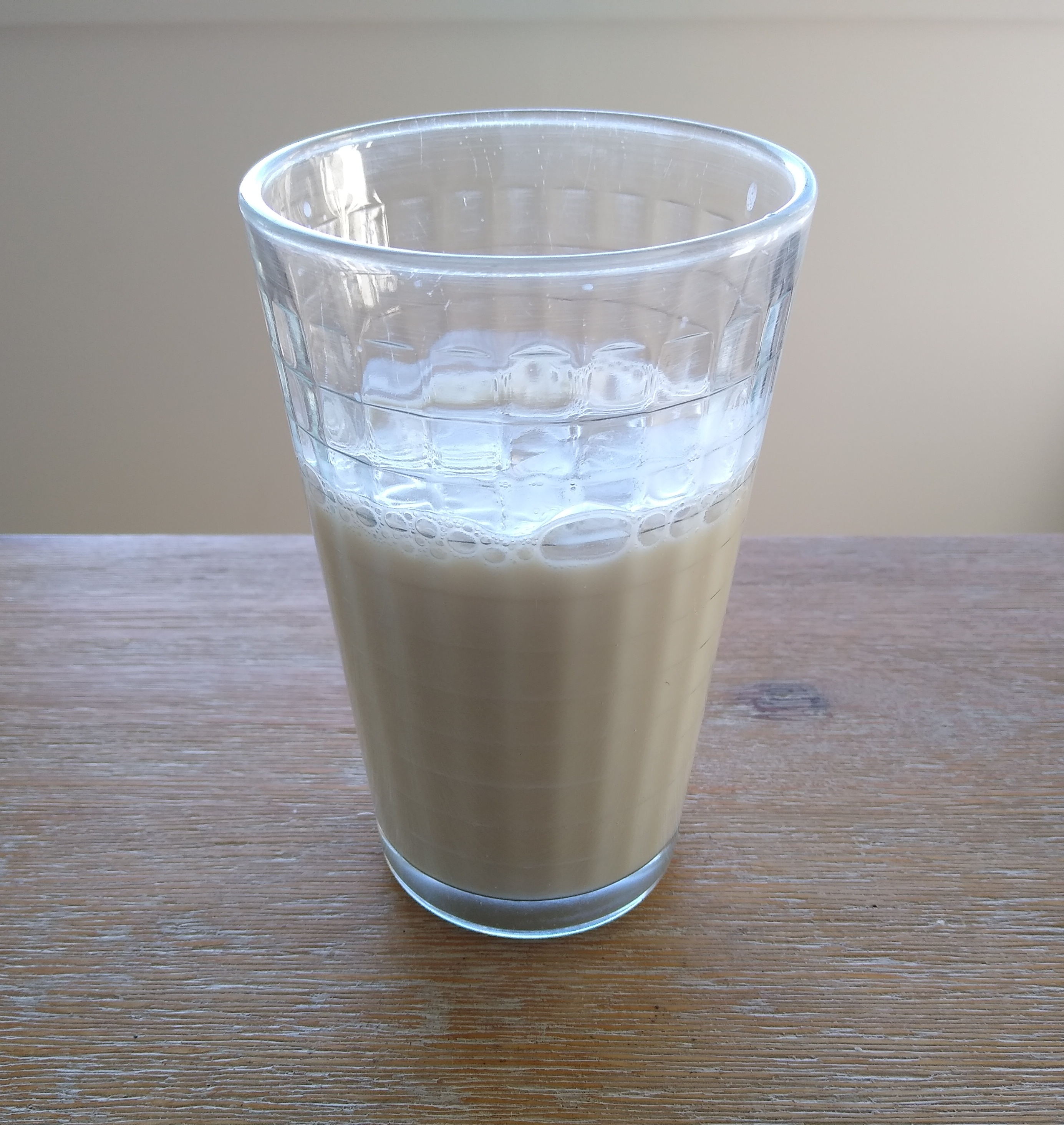
Leite de nozes de macadâmia.

Os leites vegetais comuns são o leite de amêndoa, o leite de coco, o leite de arroz e o leite de soja. Outros leites vegetais incluem leite de cânhamo, leite de aveia, leite de ervilha e leite de amendoim.

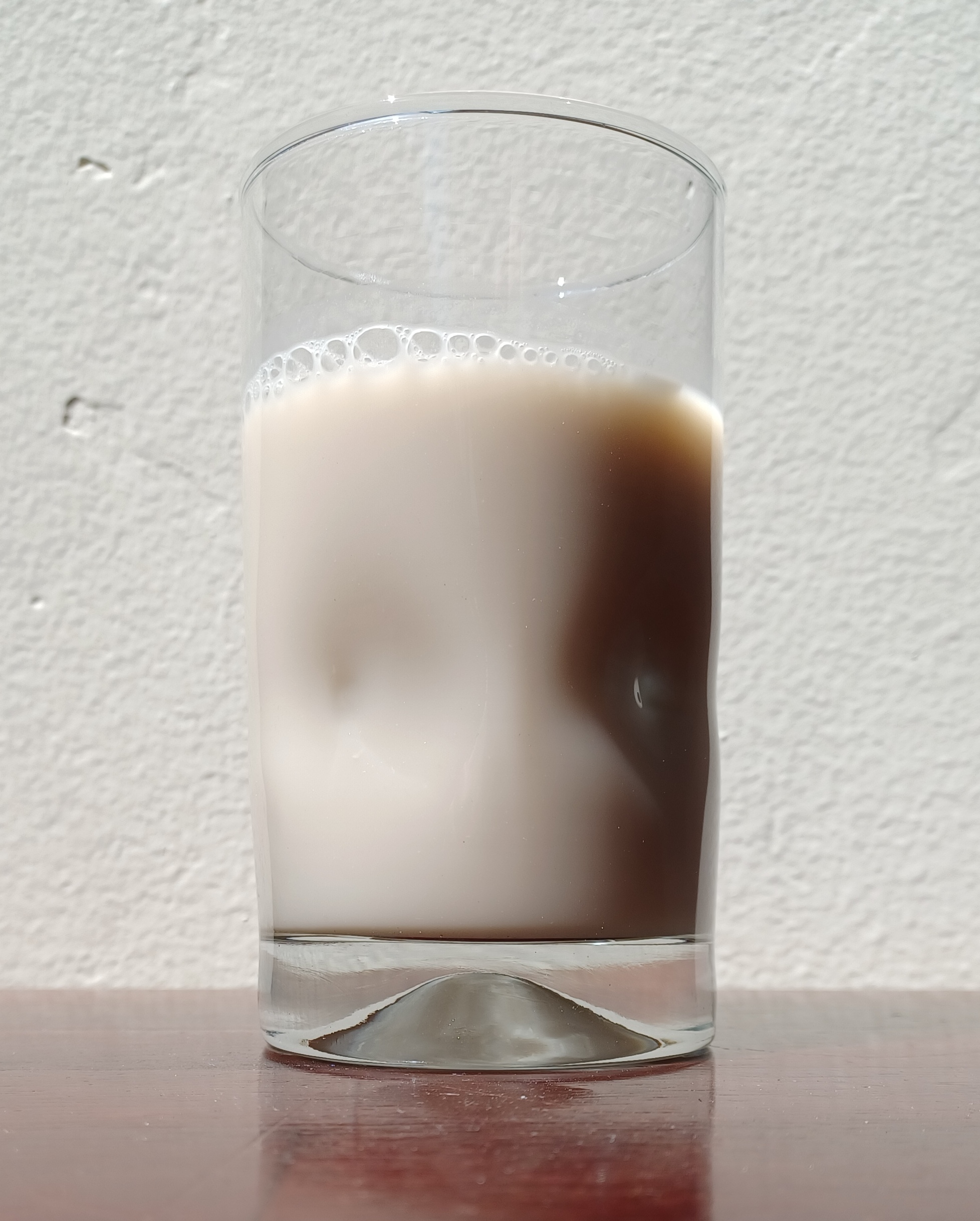
Leite de cevada.

Os leites vegetais podem ser feitos de:
- Grãos: cevada, fonio, milho, milhete, aveia, arroz, centeio, sorgo, teff, triticale, espelta, trigo.
- Pseudocereais: amaranto, trigo sarraceno, quinoa.
- Leguminosas: tremoço, ervilha, amendoim, soja.
- Nozes: amêndoa, castanha-do-pará, castanha de caju, avelã, macadâmia, noz-pecã, pistache, noz.
- Sementes: chia, linhaça, cânhamo, abóbora, gergelim, girassol.
- Outros: coco (fruta; drupa), banana (fruta; baga), batata (tubérculo), juncinha (tubérculo).

Uma mistura é um leite vegetal criado pela mistura de dois ou mais tipos. Exemplos de misturas são o leite de amêndoa e coco e o leite de amêndoa e caju.
Outras receitas tradicionais de leite vegetal incluem:
- Kunu, uma bebida nigeriana feita de milhete, sorgo ou milho germinados.
- Sikhye, uma bebida tradicional coreana à base de arroz doce.
- Amazake, um leite de arroz japonês.

## Fabricação
| Média de emissões de gases de efeito estufa para um copo (200 g) de diferentes leites | Média de emissões de gases de efeito estufa para um copo (200 g) de diferentes leites | Média de emissões de gases de efeito estufa para um copo (200 g) de diferentes leites | Média de emissões de gases de efeito estufa para um copo (200 g) de diferentes leites | Média de emissões de gases de efeito estufa para um copo (200 g) de diferentes leites |
| ------------------------------------------------------------------------------------- | ------------------------------------------------------------------------------------- | ------------------------------------------------------------------------------------- | ------------------------------------------------------------------------------------- | ------------------------------------------------------------------------------------- |
| Tipos de leite                                                                        |                                                                                       |                                                                                       | Emissões de gases de efeito estufa (kg CO2-Ceq por 200 g)                             |                                                                                       |
| Leite de vaca                                                                         | Leite de vaca                                                                         |                                                                                       | 0,62                                                                                  | 0,62                                                                                  |
| Leite de arroz                                                                        | Leite de arroz                                                                        |                                                                                       | 0,23                                                                                  | 0,23                                                                                  |
| Leite de soja                                                                         | Leite de soja                                                                         |                                                                                       | 0,21                                                                                  | 0,21                                                                                  |
| Leite de aveia                                                                        | Leite de aveia                                                                        |                                                                                       | 0,19                                                                                  | 0,19                                                                                  |
| Leite de amêndoa                                                                      | Leite de amêndoa                                                                      |                                                                                       | 0,16                                                                                  | 0,16                                                                                  |
|                                                                                       |                                                                                       |                                                                                       |                                                                                       |                                                                                       |

| Pegada hídrica média para um copo (200 g) de diferentes leites | Pegada hídrica média para um copo (200 g) de diferentes leites | Pegada hídrica média para um copo (200 g) de diferentes leites | Pegada hídrica média para um copo (200 g) de diferentes leites | Pegada hídrica média para um copo (200 g) de diferentes leites |
| -------------------------------------------------------------- | -------------------------------------------------------------- | -------------------------------------------------------------- | -------------------------------------------------------------- | -------------------------------------------------------------- |
| Tipos de leite                                                 |                                                                |                                                                | Uso de água (L por 200 g)                                      |                                                                |
| Leite de vaca                                                  | Leite de vaca                                                  |                                                                | 131                                                            | 131                                                            |
| Leite de amêndoa                                               | Leite de amêndoa                                               |                                                                | 74                                                             | 74                                                             |
| Leite de arroz                                                 | Leite de arroz                                                 |                                                                | 56                                                             | 56                                                             |
| Leite de aveia                                                 | Leite de aveia                                                 |                                                                | 9                                                              | 9                                                              |
| Leite de soja                                                  | Leite de soja                                                  |                                                                | 2                                                              | 2                                                              |
|                                                                |                                                                |                                                                |                                                                |                                                                |

| Uso médio do solo para um copo (200 g) de diferentes leites | Uso médio do solo para um copo (200 g) de diferentes leites | Uso médio do solo para um copo (200 g) de diferentes leites | Uso médio do solo para um copo (200 g) de diferentes leites | Uso médio do solo para um copo (200 g) de diferentes leites |
| ----------------------------------------------------------- | ----------------------------------------------------------- | ----------------------------------------------------------- | ----------------------------------------------------------- | ----------------------------------------------------------- |
| Tipos de leite                                              |                                                             |                                                             | Uso do solo (m² por 200 g)                                  |                                                             |
| Leite de vaca                                               | Leite de vaca                                               |                                                             | 1,81                                                        | 1,81                                                        |
| Leite de aveia                                              | Leite de aveia                                              |                                                             | 0,25                                                        | 0,25                                                        |
| Leite de soja                                               | Leite de soja                                               |                                                             | 0,23                                                        | 0,23                                                        |
| Leite de amêndoa                                            | Leite de amêndoa                                            |                                                             | 0,19                                                        | 0,19                                                        |
| Leite de arroz                                              | Leite de arroz                                              |                                                             | 0,14                                                        | 0,14                                                        |
|                                                             |                                                             |                                                             |                                                             |                                                             |

 Embora existam variações na fabricação de leites vegetais de acordo com o material vegetal inicial, como exemplo, a técnica geral para o leite de soja envolve várias etapas, incluindo:
- limpeza, imersão e descascamento dos grãos.
- moagem do material inicial para produzir uma pasta, pó ou emulsão.
- aquecimento do material vegetal processado para desnaturar as enzimas lipoxidase e minimizar seus efeitos no sabor.
- remoção de sólidos sedimentáveis por filtração.
- adição de água, açúcar (ou substitutos do açúcar) e outros ingredientes para melhorar o sabor, o aroma e o teor de micronutrientes.
- pasteurização do líquido pré-final.
- homogeneização do líquido para quebrar os glóbulos e as partículas de gordura, proporcionando uma sensação suave na boca.
- embalagem, rotulagem e armazenamento a 1 °C.

O conteúdo real da planta em destaque nos leites vegetais comerciais pode ser de apenas cerca de 2%. Outros ingredientes comumente adicionados aos leites vegetais durante a fabricação incluem goma guar, goma xantana ou lecitina de girassol para dar textura e sensação na boca, micronutrientes selecionados (como cálcio, vitaminas B e vitamina D), sal e ingredientes naturais ou artificiais - como sabores característicos da planta em destaque - para aroma, cor e sabor. Os leites vegetais também são usados para fazer sorvete, creme vegetal, queijo vegano e análogos de iogurte, como o iogurte de soja.
A produção de substitutos de laticínios à base de amêndoas tem sido criticada por motivos ambientais, já que são usadas grandes quantidades de água e pesticidas. As emissões, a uso do solo e a pegada hídrica dos leites vegetais variam, devido a diferenças nas necessidades de água das plantações, práticas agrícolas, região de produção, processos de produção e transporte. A produção de leites vegetais, especialmente os leites de soja e aveia, pode oferecer vantagens ambientais em relação aos leites animais em termos de emissões de gases de efeito estufa, uso do solo e da água.

## Comparação nutricional com o leite de vaca
Muitos leites vegetais têm o objetivo de conter as mesmas proteínas, vitaminas e lipídios que os produzidos por mamíferos lactantes. Geralmente, como os leites vegetais são fabricados com extratos processados da planta inicial, sua densidade nutricional é menor do que a do leite lácteo e são fortificados durante a fabricação para adicionar níveis precisos de micronutrientes, geralmente cálcio e vitaminas A e D. Os leites animais também são comumente fortificados, e muitos países têm leis que obrigam a fortificação de produtos lácteos com determinados nutrientes, geralmente vitaminas A e D.

### Conteúdo nutricional dos leites humano, de vaca, de soja, de amêndoas e de aveia
Os leites não humanos são fortificados.
| Valor nutricional por xícara de 250 mL | Leite humano | Leite de vaca (integral) | Leite de soja (sem açúcar) | Leite de amêndoas (sem açúcar) | Leite de aveia (sem açúcar) |
| -------------------------------------- | ------------ | ------------------------ | -------------------------- | ------------------------------ | --------------------------- |
| Energia, kJ (kcal)                     | 720 (172)    | 620 (149)                | 330 (80)                   | 160 (39)                       | 500 (120)                   |
| Proteína (g)                           | 2,5          | 7,69                     | 6,95                       | 1,55                           | 3                           |
| Gordura (g)                            | 10,8         | 7,93                     | 3,91                       | 2,88                           | 5                           |
| Gordura saturada (g)                   | 4,9          | 4,55                     | 0,5                        | 0,21                           | 0,5                         |
| Carboidratos (g)                       | 17           | 11,71                    | 4,23                       | 1,52                           | 16                          |
| Fibra (g)                              | 0            | 0                        | 1,2                        | 0                              | 2                           |
| Açúcares (g)                           | 17,          | 12,32                    | 1                          | 0                              | 7                           |
| Cálcio (mg)                            | 79           | 276                      | 301                        | 516                            | 350                         |
| Potássio (mg)                          | 125          | 322                      | 292                        | 176                            | 389                         |
| Sódio (mg)                             | 42           | 105                      | 90                         | 186                            | 101                         |
| Vitamina B12 (mcg)                     | 0,1          | 1,10                     | 2,70                       | 0                              | 1,2                         |
| Vitamina A (IU)                        | 522          | 395                      | 503                        | 372                            | -                           |
| Vitamina D (IU)                        | 9,8          | 124                      | 119                        | 110                            | -                           |
| Colesterol (mg)                        | 34.4         | 24                       | 0                          | 0                              | 0                           |

1. 1 2 3 4 5 6 7  Comumente adicionado a leites vegetais, que não contêm naturalmente níveis significativos do nutriente.
2. ↑  A fortificação com vitamina A só é exigida para o leite desnatado nos EUA.
3. ↑  A fortificação do leite com vitamina D é obrigatória nos EUA.

## Embalagem e comércio

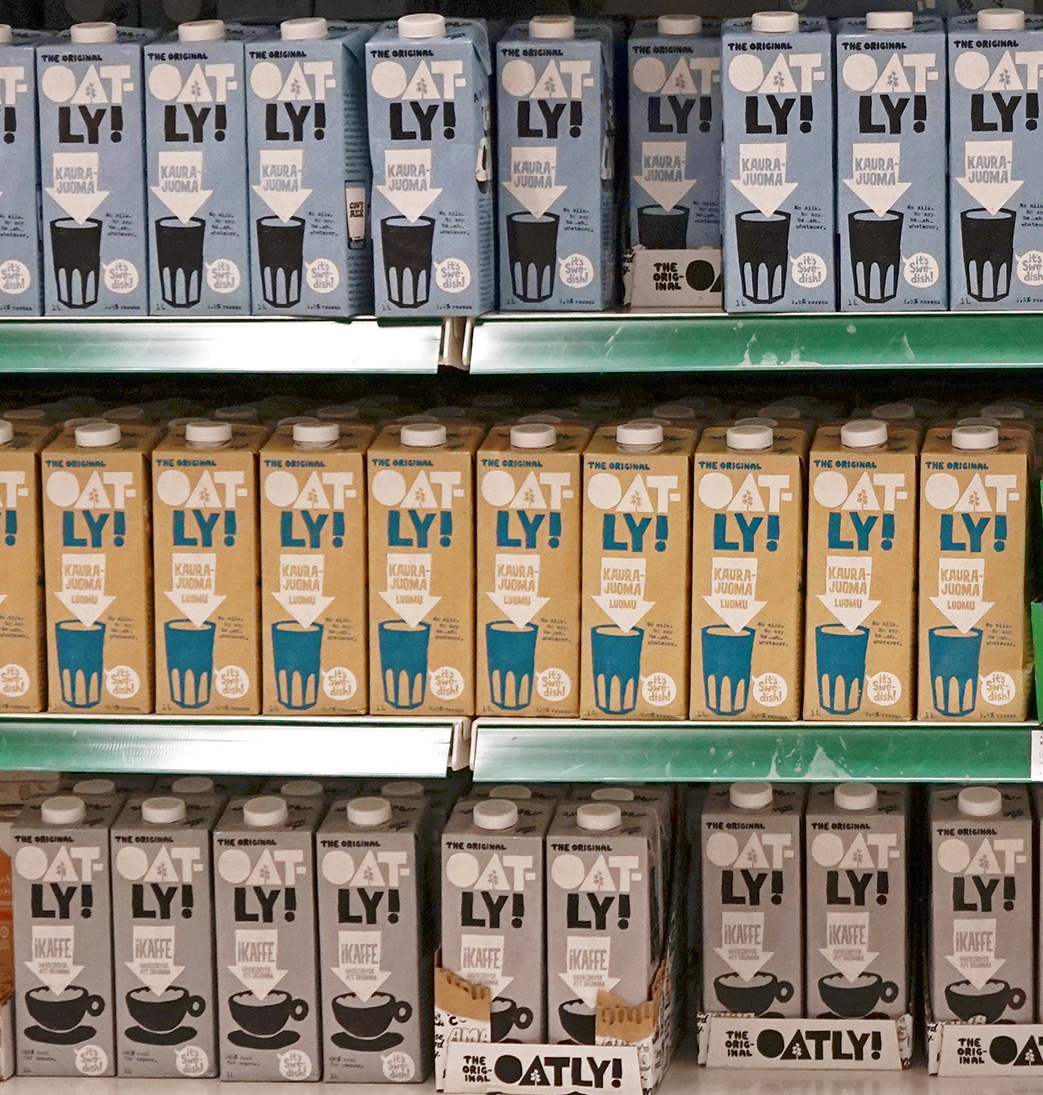
Prateleiras de bebidas de aveia suecas originais, orgânicas e de café

Os leites à base de plantas surgiram como uma alternativa aos laticínios em resposta às solicitações dietéticas dos consumidores e às mudanças de atitudes em relação aos animais e ao meio ambiente. O Huffington Post afirmou que, devido a razões de saúde e ambientais, bem como às mudanças nas tendências de consumo, mais pessoas compram regularmente alternativas não lácteas ao leite. Entre 1974 e 2020, o consumo de leite de pessoas com idade entre 16 e 24 anos no Reino Unido diminuiu de 94% para 73%. Na Austrália, há uma diminuição da confiança no setor de laticínios, com apenas 53% de otimistas quanto à lucratividade futura e à demanda por produtos lácteos, de acordo com um relatório da Dairy Australia.
Para melhorar a concorrência, os leites vegetais são normalmente embalados em recipientes semelhantes aos dos leites lácteos. Um artigo de jornal científico argumentou que as empresas de leites vegetais enviam a mensagem de que os leites vegetais são "bons e saudáveis" e que o leite lácteo é "ruim para o meio ambiente", e o artigo também relatou que um número crescente de jovens associa os laticínios a danos ambientais. Tem havido uma preocupação crescente de que a produção de laticínios tem efeitos adversos sobre a biodiversidade, a água e o uso da terra. Essas ligações negativas entre os laticínios e o meio ambiente também foram comunicadas por meio de material audiovisual contra a produção de laticínios, como "Cowspiracy" e "What the Health". A publicidade de leites vegetais também pode contrastar o esforço da agricultura intensiva para produzir leite com a relativa facilidade de colheita de fontes vegetais, como aveia, arroz ou soja. Em 2021, um anúncio da marca de leite de aveia Oatly foi ao ar durante o Super Bowl.

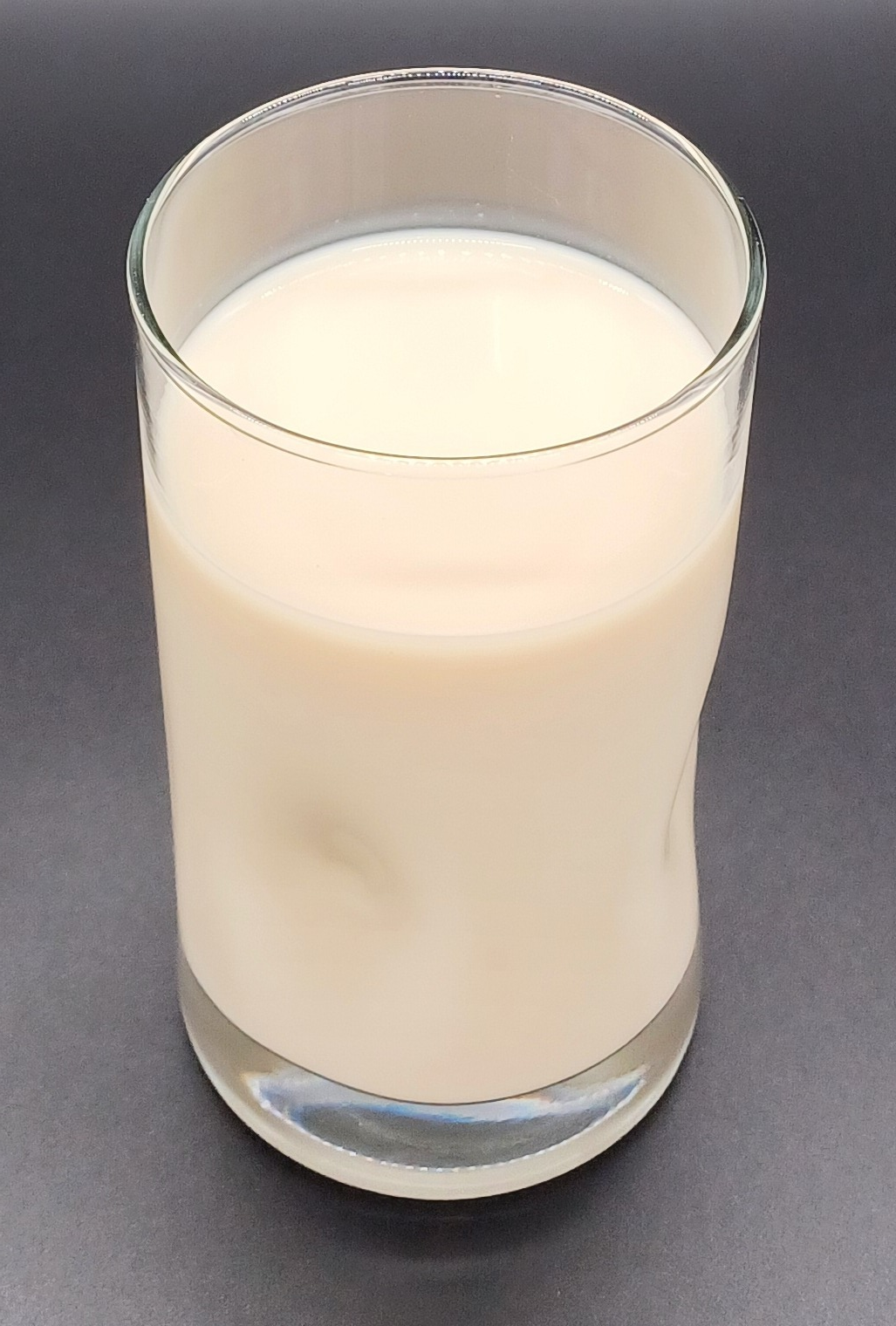
Leite de linhaça

Nos Estados Unidos, as vendas de leite vegetal cresceram de forma constante em 61% no período de 2012 a 2018. A partir de 2019, o setor de leite vegetal nos EUA vale US$ 1,8 bilhão por ano. Em 2018, o valor das "alternativas lácteas" em todo o mundo foi estimado em US$ 8 bilhões. Entre os leites vegetais, amêndoa (64% de participação no mercado), soja (13% de participação no mercado) e coco (12% de participação no mercado) foram líderes de categoria nos Estados Unidos em 2018. As vendas de leite de aveia aumentaram 250% no Canadá em 2019, e seu consumo crescente nos Estados Unidos e no Reino Unido levou à escassez de produção devido à demanda sem precedentes dos consumidores. Em 2020, um grande varejista de café - a Starbucks - adicionou bebidas com leite de aveia, leite de coco e leite de amêndoas a seus cardápios nos Estados Unidos e no Canadá. Durante 2020, as vendas de leite de aveia nos Estados Unidos aumentaram para US$ 213 milhões, tornando-se o segundo leite vegetal mais consumido depois do leite de amêndoas (US$ 1,5 bilhão em vendas em 2020).
Um dos principais motivos dietéticos para o aumento da popularidade dos leites vegetais é a intolerância à lactose. Por exemplo, o alimento mais comum que causa intolerância na Austrália é a lactose e afeta 4,5% da população. Nos Estados Unidos, cerca de 40 milhões de pessoas são intolerantes à lactose.

## Rotulagem e terminologia
Um dos primeiros dicionários modernos e confiáveis de inglês, o Dicionário da Língua Inglesa, de Samuel Johnson, de 1755, deu duas definições para a palavra "leite". A primeira descrevia "o licor com o qual os animais alimentam seus filhotes com o peito", e a segunda, uma "emulsão feita por contusão de sementes", usando o leite de amêndoa como exemplo.
Com o aumento da popularidade dos leites vegetais no final do século XX e início do século XXI, sua definição tornou-se motivo de controvérsia. Os leites vegetais podem ser rotulados para destacar seu conteúdo de nutrientes ou com termos que reflitam sua composição ou ausência de ingredientes, como "sem laticínios", "sem glúten" ou "sem OGM". Os fabricantes e distribuidores de leite animal defendem que o leite vegetal não seja rotulado como "leite". Eles reclamam que os consumidores podem se confundir entre os dois e que os leites à base de plantas não são necessariamente tão nutritivos em termos de vitaminas e minerais.

### Europa
Em dezembro de 2013, os regulamentos da União Europeia declararam que os termos "leite", "manteiga", "queijo", "creme" e "iogurte" só podem ser usados para comercializar e anunciar produtos derivados de leite animal, com um pequeno número de exceções, incluindo leite de coco, manteiga de amendoim e sorvete. Em 2017, o Landgericht Trier (tribunal regional de Trier), Alemanha, solicitou ao Tribunal de Justiça da União Europeia que esclarecesse a lei europeia de rotulagem de alimentos (Processo C-422/16), com o tribunal declarando que os produtos à base de plantas não podem ser comercializados como leite, creme, manteiga, queijo ou iogurte na União Europeia, pois são reservados para produtos de origem animal; as exceções a isso não incluem tofu e soja. Embora as alternativas lácteas à base de plantas não possam ser chamadas de "leite", "queijo" e similares, elas podem ser descritas como amanteigadas ou cremosas. No Reino Unido, são aplicados padrões rigorosos à rotulagem de alimentos para termos como leite, queijo, creme, iogurte, que são protegidos para descrever produtos lácteos e não podem ser usados para descrever produtos não lácteos. Entretanto, há exceções para cada um dos idiomas da UE, com base no uso estabelecido de termos de origem animal para produtos não animais. A extensão da lista varia muito; por exemplo, há apenas uma exceção em polonês e 20 exceções em inglês.
Uma proposta de restrições adicionais foi reprovada em segunda leitura no Parlamento Europeu, em maio de 2021. A proposta, chamada de Emenda 171, teria proibido rótulos como "estilo iogurte" e "alternativa ao queijo".

### Estados Unidos
Nos Estados Unidos, o setor de laticínios solicitou à FDA que proibisse o uso de termos como "leite", "queijo", "creme" e "manteiga" em análogos de origem vegetal (exceto manteiga de amendoim). O comissário da FDA, Scott Gottlieb, declarou em 17 de julho de 2018 que o termo "leite" é usado de forma imprecisa na rotulagem de bebidas não lácteas, como leite de soja, leite de aveia e leite de amêndoa: "Em 2019, a Federação Nacional de Produtores de Leite dos EUA solicitou à FDA que restringisse a rotulagem de leites à base de plantas, alegando que eles deveriam ser descritos como 'imitação'". Em resposta, a Associação de Alimentos à Base de Plantas declarou que a palavra "imitação" era depreciativa e que não havia evidências de que os consumidores fossem enganados ou confundidos sobre os leites à base de plantas. Uma pesquisa de 2018 da Fundação do Conselho Internacional de Informações sobre Alimentos constatou que os consumidores nos Estados Unidos não costumam confundir análogos de origem vegetal com leite animal ou produtos lácteos. A partir de 2021, embora o USDA esteja investigando e várias legislaturas estaduais estejam considerando a regulamentação, vários tribunais determinaram que os consumidores razoáveis não estão confusos e a FDA não promulgou nenhuma regulamentação contra os rótulos de leite vegetal.
Em 2021, a FDA emitiu uma regra final que altera o padrão de identidade do iogurte (que continua sendo um produto de "ingredientes derivados do leite") e espera emitir orientações para o setor sobre "Rotulagem de alternativas ao leite de origem vegetal" em 2022.
Os defensores do leite à base de plantas afirmam que essas exigências de rotulagem são infantilizantes para os consumidores e onerosas e injustas para as alternativas aos laticínios. Os críticos das exigências de rotulagem da FDA também observam que muitas vezes há conluio entre funcionários do governo e o setor de laticínios em uma tentativa de manter o domínio dos laticínios no mercado. Por exemplo, em 2017, a senadora Tammy Baldwin (WI) apresentou a lei "Defending Against Imitations and Replacements of Yogurt, Milk, and Cheese to Promote Regular Intake of Dairy Everyday (DAIRY PRIDE) Act" (Defesa contra imitações e substituições de iogurte, leite e queijo para promover a ingestão regular de laticínios todos os dias), que impediria que o leite de amêndoa, o leite de coco e o leite de caju fossem rotulados com termos como leite, iogurte e queijo. Os defensores das alternativas aos laticínios à base de vegetais observam que as vendas de laticínios estão diminuindo mais rapidamente do que as vendas de vegetais estão aumentando e que, portanto, atacar os leites vegetais como sendo a principal razão para o declínio do consumo de laticínios é impreciso. Um estudo do USDA de 2020 constatou que o "aumento nas vendas de 2013 a 2017 de opções à base de vegetais é um quinto do tamanho da redução nas compras de leite de vaca pelos americanos".

## Recomendações de saúde
As autoridades de saúde recomendam que os leites vegetais não sejam dados a bebês com menos de 12 meses de idade, a menos que haja uma fórmula infantil preparada comercialmente, como a fórmula infantil de soja. Uma revisão clínica de 2020 declarou que apenas fórmulas infantis comerciais apropriadas devem ser usadas como alternativas ao leite humano, que contém uma fonte substancial de cálcio, vitamina D e proteína no primeiro ano de vida e que os leites vegetais "não representam uma fonte equivalente desses nutrientes".
As diretrizes do Healthy Drinks, Healthy Kids 2023 afirmam que bebês com menos de 12 meses não devem consumir leites vegetais. Elas sugerem que crianças entre 12 e 24 meses podem consumir leite de soja fortificado, mas não outros leites não lácteos, como de amêndoa, aveia e arroz, que são deficientes em nutrientes essenciais. Uma revisão de 2022 sugeriu que a melhor opção para crianças pequenas (1-3 anos de idade) que não consomem leite de vaca seria consumir pelo menos 250 ml/dia de leite de soja fortificado.
Para bebês veganos com menos de 12 meses que não são amamentados, o Ministério da Saúde da Nova Zelândia recomenda a fórmula infantil de soja e desaconselha o uso de leites vegetais. Uma Declaração de Consenso de 2019 da Academia de Nutrição e Dietética, da Academia Americana de Odontopediatria, da Academia Americana de Pediatria e da Associação Americana do Coração concluiu que os leites vegetais não são recomendados para bebês com menos de 12 meses e que, para crianças de 1 a 5 anos, os leites vegetais podem ser úteis para aqueles com alergias ou intolerâncias ao leite de vaca, mas só devem ser consumidos após uma consulta com um profissional de saúde.